# Markéta Dánská (1456–1486)
Markéta Dánská (23. června 1456 – 14. července 1486) byla manželkou Jakuba III. Skotského a skotskou královnou v letech 1469 až 1486. Byla dcerou Kristiána I., dánského (1448–1481), norského (1450–1481) a švédského (1457–1464) krále a jeho manželky Dorotey Braniborské.

## Skotská královna

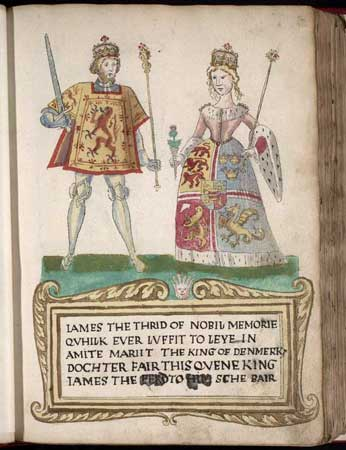
Jakub III. a Markéta Dánská, obraz z roku 1562.

Markéta se narodila na kodaňském hradě jako jediná dcera a čtvrtý potomek dánského, norského a švédského krále Kristiána I. a jeho manželky Dorotey. Jejími bratry byli pozdější dánští králové Jan I. a Frederik I. Ačkoli není příliš informací o jejím raném dětství a výchově, když byly Markétě čtyři roky započalo vyjednávání o jejím možném sňatku se skotským princem Jakubem.
V roce 1460 byla Markéta zasnoubena se skotským králem Jakubem III. Manželství bylo sjednáno na doporučení francouzského krále a mělo ukončit nepřátelství mezi Dánskem a Skotskem týkající se zdanění souostroví Hebridy, které trvalo mezi lety 1426 a 1460. V červenci 1469 (ve třinácti letech) se v Holyroodském opatství za Jakuba III. provdala.
Její otec Kristián poskytl odpovídající věno, neměl však aktuálně dostatek financí, a proto předal ostrovy Orkneje a Shetlandy (v majetku norské koruny) jako záruku, dokud věno nevyplatí. K vyplacení věna však nedošlo a ostrovy tak propadly skotské koruně.
Markéta se zajímala o tehdejší módu a šperky a byla známá tím, že chodívala vždy oblečená podle posledních módních trendů. Po narození jejího prvorozeného syna Jakuba podnikla v roce 1473 pouť do Whithornu a poté se opět připojila ke králi ve Falklandském paláci. Existuje možnost, že Markéta dokonce naučila svého syna Jakuba mluvit dánsky. Markéta se stala ve Skotsku oblíbenou královnou a byla popisována jako krásná, jemná a rozumná.
Z manželství se narodily tři děti:
- Jakub IV. (17. března 1473 – 9. září 1513), skotský král v letech 1488–1513, padl v bitvě u Floddenu, ⚭ 1503 Markéta Tudorovna (29. listopadu 1489 – 18. října 1541)
- Jakub, vévoda z Ross (1476–1504)
- Jan, hrabě z Mar (1479–1503)

Vztah mezi Markétou a jejím manželem Jakubem II není popisován jako šťastný. Ačkoli respektovala manželovo postavení panovníka, neměla svého manžele příliš v lásce a pohlavní styk s ním měla jen za účelem plození potomků.
Zemřela na hradě Stirling v roce 1486, její manžel ji přežil o dva roky.
Podle vyprávění jejího syna královnu jedem otrávil Ramsay, vůdce jedné z politických frakcí. Ramsay byl ale v milosti královské rodiny i poté, dá se tedy soudit, že příběh o otravě je možná jen pomluvou.
Markétin praprapravnuk Jakub I. Stuart se v roce 1589 oženil s jinou dánskou princeznou, Annou Dánskou, mladší dcerou dánského krále Frederika II.; tento pár představuje předky všech budoucích monarchů Anglie a Skotska.

## Vývod z předků
|                |                                        |  |                        |                                     |  |  |  |  |  |  |  | Konrád I. Oldenburský |
|                |                                        |  |                        |                                     |  |  |  |  |  |  |  |                       |
|                | Kristián V. Oldenburský                |  |                        |                                     |  |  |  |  |  |  |  |                       |
|                |                                        |  |                        |                                     |  |  |  |  |  |  |  |                       |
|                |                                        |  |                        | Ingeborg Holštýnsko-Plönská         |  |  |  |  |  |  |  |                       |
|                |                                        |  |                        |                                     |  |  |  |  |  |  |  |                       |
|                | Dětřich Oldenburský                    |  |                        |                                     |  |  |  |  |  |  |  |                       |
|                |                                        |  |                        |                                     |  |  |  |  |  |  |  |                       |
|                |                                        |  |                        | Dietrich V. z Hohnstein-Heringenu   |  |  |  |  |  |  |  |                       |
|                |                                        |  |                        |                                     |  |  |  |  |  |  |  |                       |
|                | Agnes z Hohnsteinu                     |  |                        |                                     |  |  |  |  |  |  |  |                       |
|                |                                        |  |                        |                                     |  |  |  |  |  |  |  |                       |
|                |                                        |  |                        | Sofie Brunšvicko-Wolfenbüttelská    |  |  |  |  |  |  |  |                       |
|                |                                        |  |                        |                                     |  |  |  |  |  |  |  |                       |
|                | Kristián I. Dánský                     |  |                        |                                     |  |  |  |  |  |  |  |                       |
|                |                                        |  |                        |                                     |  |  |  |  |  |  |  |                       |
|                |                                        |  |                        | Jindřich II. Holštýnsko-Rendsburský |  |  |  |  |  |  |  |                       |
|                |                                        |  |                        |                                     |  |  |  |  |  |  |  |                       |
|                | Gerhard VI. Holštýnsko-Rendsburský     |  |                        |                                     |  |  |  |  |  |  |  |                       |
|                |                                        |  |                        |                                     |  |  |  |  |  |  |  |                       |
|                |                                        |  |                        | Ingeborg Meklenbursko-Zvěřínská     |  |  |  |  |  |  |  |                       |
|                |                                        |  |                        |                                     |  |  |  |  |  |  |  |                       |
|                | Helvig Holštýnsko-Rendsburská          |  |                        |                                     |  |  |  |  |  |  |  |                       |
|                |                                        |  |                        |                                     |  |  |  |  |  |  |  |                       |
|                |                                        |  |                        | Magnus II. Brunšvicko-Lüneburský    |  |  |  |  |  |  |  |                       |
|                |                                        |  |                        |                                     |  |  |  |  |  |  |  |                       |
|                | Kateřina Alžběta Brunšvicko-Lüneburská |  |                        |                                     |  |  |  |  |  |  |  |                       |
|                |                                        |  |                        |                                     |  |  |  |  |  |  |  |                       |
|                |                                        |  |                        | Kateřina z Anhalt-Bernburgu         |  |  |  |  |  |  |  |                       |
|                |                                        |  |                        |                                     |  |  |  |  |  |  |  |                       |
| Markéta Dánská |                                        |  |                        |                                     |  |  |  |  |  |  |  |                       |
|                |                                        |  |                        |                                     |  |  |  |  |  |  |  |                       |
|                |                                        |  | Bedřich V. Norimberský |                                     |  |  |  |  |  |  |  |                       |
|                |                                        |  |                        |                                     |  |  |  |  |  |  |  |                       |
|                | Bedřich I. Braniborský                 |  |                        |                                     |  |  |  |  |  |  |  |                       |
|                |                                        |  |                        |                                     |  |  |  |  |  |  |  |                       |
|                |                                        |  |                        | Alžběta Míšeňská                    |  |  |  |  |  |  |  |                       |
|                |                                        |  |                        |                                     |  |  |  |  |  |  |  |                       |
|                | Jan Braniborsko-Kulmbašský             |  |                        |                                     |  |  |  |  |  |  |  |                       |
|                |                                        |  |                        |                                     |  |  |  |  |  |  |  |                       |
|                |                                        |  |                        | Fridrich Bavorský                   |  |  |  |  |  |  |  |                       |
|                |                                        |  |                        |                                     |  |  |  |  |  |  |  |                       |
|                | Alžběta Bavorsko-Landshutská           |  |                        |                                     |  |  |  |  |  |  |  |                       |
|                |                                        |  |                        |                                     |  |  |  |  |  |  |  |                       |
|                |                                        |  |                        | Magdalena Visconti                  |  |  |  |  |  |  |  |                       |
|                |                                        |  |                        |                                     |  |  |  |  |  |  |  |                       |
|                | Dorotea Braniborská                    |  |                        |                                     |  |  |  |  |  |  |  |                       |
|                |                                        |  |                        |                                     |  |  |  |  |  |  |  |                       |
|                |                                        |  |                        | Václav I. Saský                     |  |  |  |  |  |  |  |                       |
|                |                                        |  |                        |                                     |  |  |  |  |  |  |  |                       |
|                | Rudolf III. Saský                      |  |                        |                                     |  |  |  |  |  |  |  |                       |
|                |                                        |  |                        |                                     |  |  |  |  |  |  |  |                       |
|                |                                        |  |                        | Cecilie z Carrary                   |  |  |  |  |  |  |  |                       |
|                |                                        |  |                        |                                     |  |  |  |  |  |  |  |                       |
|                | Barbara Sasko-Wittenberská             |  |                        |                                     |  |  |  |  |  |  |  |                       |
|                |                                        |  |                        |                                     |  |  |  |  |  |  |  |                       |
|                |                                        |  |                        | Baltazar Duryňský                   |  |  |  |  |  |  |  |                       |
|                |                                        |  |                        |                                     |  |  |  |  |  |  |  |                       |
|                | Anna Míšeňská                          |  |                        |                                     |  |  |  |  |  |  |  |                       |
|                |                                        |  |                        |                                     |  |  |  |  |  |  |  |                       |
|                |                                        |  |                        | Markéta Norimberská                 |  |  |  |  |  |  |  |                       |
|                |                                        |  |                        |                                     |  |  |  |  |  |  |  |                       |